# Cirrhilabrus rhomboidalis
Cirrhilabrus rhomboidalis es una especie de peces de la familia Labridae en el orden de los Perciformes.

## Morfología
Los machos pueden llegar alcanzar los 8,5 cm de longitud total.

## Distribución geográfica
Se encuentran en las Islas Marshall.